# Burton Morris

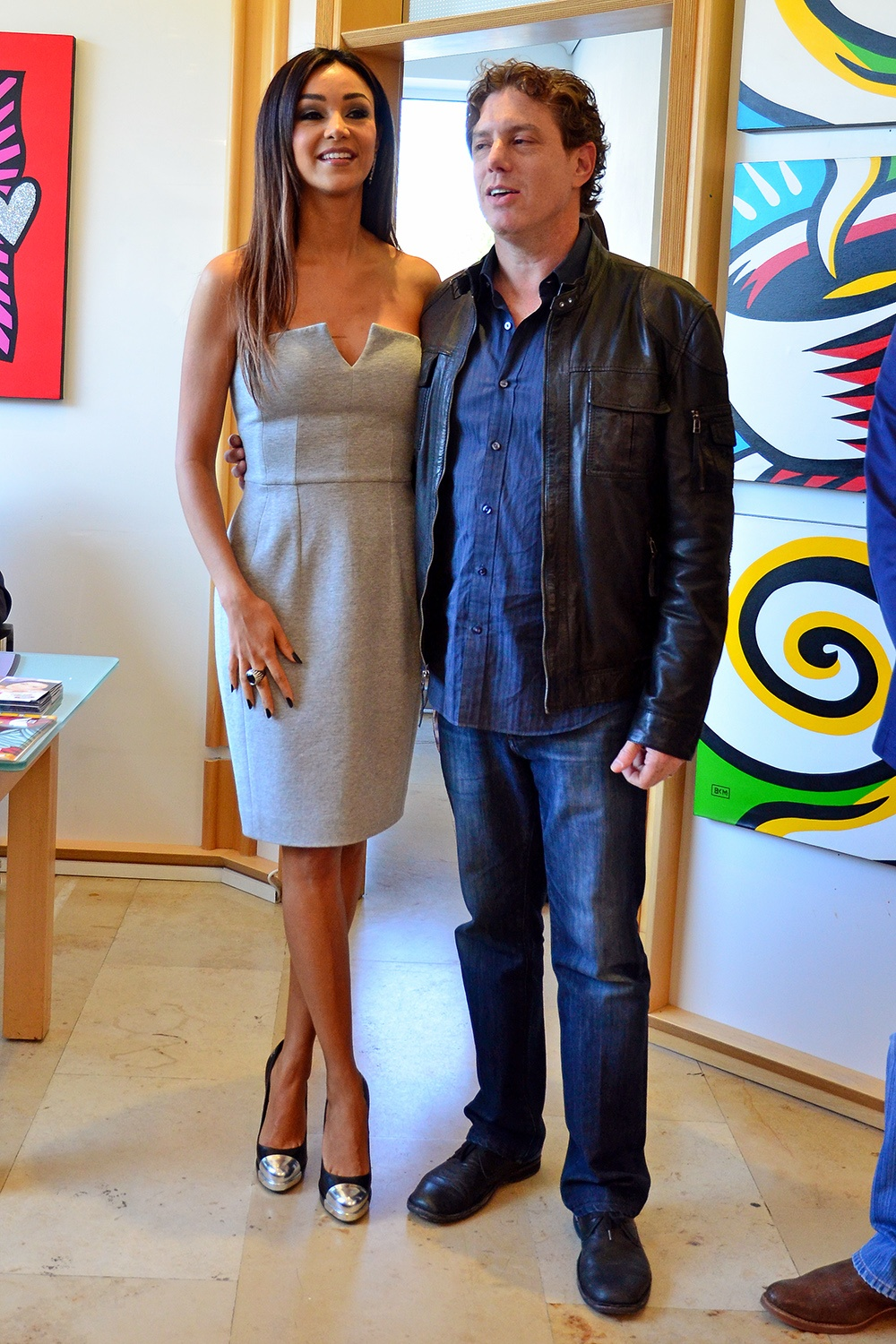
Burton Morris bei seiner Ausstellung in der Galerie Mensing in München, neben ihm Verona Pooth (2012)

Burton Morris (* 1964 in Pittsburgh, USA) ist ein US-amerikanischer Künstler und Maler der zeitgenössischen Pop Art.
Morris steht mit seiner Kunst in direkter Tradition mit Künstlern wie Andy Warhol und Roy Lichtenstein. Wie Warhol benutzt er Gegenstände aus dem Alltag, um sie mit seiner Kunst in Ikonen zu verwandeln. Zu diesen Gegenständen gehören zum Beispiel Kaffeetassen, Martinigläser, Popcorn und Taxis.
Es lassen sich aber auch Vergleiche seiner comicstripartigen Kunst mit Lichtensteins Werk ziehen. Den Angaben des Malers zufolge ist sein Werk auch stark durch die von ihm in seiner Kindheit konsumierten Comics beeinflusst.
Morris war 2006 auch der offizielle Maler für das Major League Baseball All-Star Game und das Montreux Jazz Festival. Des Weiteren war er der offizielle Künstler für die Oscarverleihung 2004.
Man konnte seine Bilder bisher auch in der Fernsehserie Friends sehen. Unternehmen wie Perrier, Zippo, Coors Brewing Company, Absolut Vodka und Carrom ließen Morris ihre Produktverpackungen gestalten. Zu seinen Sammlern zählen Prominente wie Brad Pitt, Jennifer Aniston, Tim Allen, John Travolta und Cybill Shepherd.
Wichtige Einzelausstellungen hatte Morris bei Sotheby’s-Amsterdam, im Internationalen Olympischen Museum und im Hickory Kunst-Museum.

## Ausstellungen
- 2014: Ferrari-Museum – Modena, Italy
- 2014: Senator John Heinz History Center – Pittsburgh, Pennsylvania
- 2013: ION Orchard Art Gallery – Singapore
- 2013: Soho Contemporary Art – New York City
- 2013: Gerald Hartinger Gallery – Vienna, Austria
- 2012: Tagliatella Gallery – Paris, France
- 2012: Galerie Mensing – Munich, Germany
- 2012: Chelsea Piers – New York, New York
- 2011: Zimmer Children’s Museum – Los Angeles, California
- 2011: The World of Coca-Cola Museum – Atlanta, Georgia
- 2011: Inside the Museum... a Pop Art Perspective, Adamar Fine Arts, Miami, FL
- 2010: Pop and Contemporary Fine Art, Singapore
- 2010: Zimmer Children’s Museum, Los Angeles, CA
- 2010: Samuel Lynne Gallery, Dallas, TX
- 2010: The World of Coca-Cola Museum, Atlanta, GA
- 2009: Hofstra University Museum, West Hempstead, NY
- 2009: Kellogg USA, Battle Creek, MI
- 2009: Pop International Gallery, New York, NY
- 2009: Samuel Lynne Gallery, Dallas, TX
- 2009: Adamar Fine Arts Miami, FL
- 2009: Hamilton Selway Fine Art, West Hollywood, CA
- 2008: Visionnaire Design Gallery, Milano, Italy
- 2008: Hamilton Selway Fine Art, West Hollywood, CA
- 2008: Adamar Gallery, Miami, FL
- 2007: Seomi and Tuus, Seoul, South Korea
- 2007: Art Statements Gallery, Central, Hong Kong
- 2006: Hamilton Selway Fine Art, West Hollywood, CA
- 2006: Pop International Gallery, New York, NY
- 2006: Galerie ID, Geneva, Switzerland
- 2006: Woodbury Art Museum, Oram, UT
- 2006: CentrePasquArt, Bienne, Switzerland
- 2005: Hickory Museum of Art, Hickory, NC
- 2005: Hamilton Selway Fine Art, West Hollywood, CA
- 2005: Pop International Gallery, New York, NY
- 2004: Adamar Fine Art, Miami, FL
- 2004: Hamilton Selway Fine Art, West Hollywood, CA
- 2004: Galerie Marguetta, Rome, Italy
- 2004: Galerie ID, Geneva, Switzerland
- 2004: International Olympic Museum, Lausanne, Switzerland
- 2003: Sotheby’s, Amsterdam, The Netherlands
- 2003: Hamilton Selway Fine Art, West Hollywood, CA
- 2001: Mendelson Fine Art, Pittsburgh, PA